# Pértica (unidad de longitud)
La pértica es una antigua medida de longitud agraria usada por los romanos, equivalente a 10 pies o bien 2 pasos. También es una unidad de superficie que se utiliza todavía en algunas regiones de Italia.

## Longitud
En el sistema métrico decimal equivale aproximadamente a 2,7 m.

## Superficie
| 1 Pértica milanesa     | = 654,5179 m² |
| 1 Pértica bergamasca   | = 662,31 m²   |
| 1 Pértica comasca      | = 654,52 m²   |
| 1 Pértica cremonese    | = 808,0469 m² |
| 1 Pértica cremasca     | = 756 m²      |
| 1 Pértica valtellinese | = 688 m²      |
| 1 Pértica de Lodi      | = 716 m²      |
| 1 Pértica de Novara    | = 654,5175 m² |
| 1 Pértica de Pavia     | = 770 m²      |
| 1 Pértica de Piacenza  | = 762,0186 m² |

### Múltiplos y submúltiplos
Utilizada en Italia hasta la Edad Media en gran parte de Italia nordoccidental, era parte de un sistema completo de medida de superficies.
- 1 pértica = 24 tavole.

La tavola era hasta el siglo XIX más usual que la pértica: múltiplos de la tavola eran por ejemplo, además de la pértica, el staio de Alessandria (28 tavole), la tornatura en Bolonia y Ferrara (144 tavole) y en Forli (100 tavole), el piò en Brescia (100 tavole), la biolca en Mantua (100 tavole) y en Módena (72 tavole), la giornata en Vercelli y Cuneo (100 tavole).
- 1 iugero = 12 pérticas
- 1 manso = 12 iugeri

Estas últimas unidades se utilizaron solamente en la Edad Media.
La tavola era equivalente a una gettata cuadrada, y la gettata equivalía 2 trabucchi
En consecuencia la tavola equivalía a 4 trabucchi cuadrados, o 6 pies cuadrados. La medida del pie era la base de todo el sistema métrico, y variaba de ciudad en ciudad.